# 圣西布拉内
圣西布拉内（法語：Saint-Cybranet，法語發音：[sɛ̃ sibʁanɛ]）是法国多尔多涅省的一个市镇，属于萨拉拉卡内达区。

## 地理
圣西布拉内（44°47'18"N, 1°10'12"E）面积10.33 平方千米，位于法国新阿基坦大区多爾多涅省，该省份为法国西南部内陆省份，是法國本土面积第三大的省，大致对应佩里戈尔地区，北起顺时针与夏朗德省、上维埃纳省、科雷兹省、洛特省、洛特-加龙省、吉倫特省和滨海夏朗德省接壤。
与圣西布拉内接壤的市镇（或旧市镇、城区）包括：达格朗、圣洛朗拉瓦莱、卡斯泰尔诺-拉沙佩勒、塞纳克和圣于连。

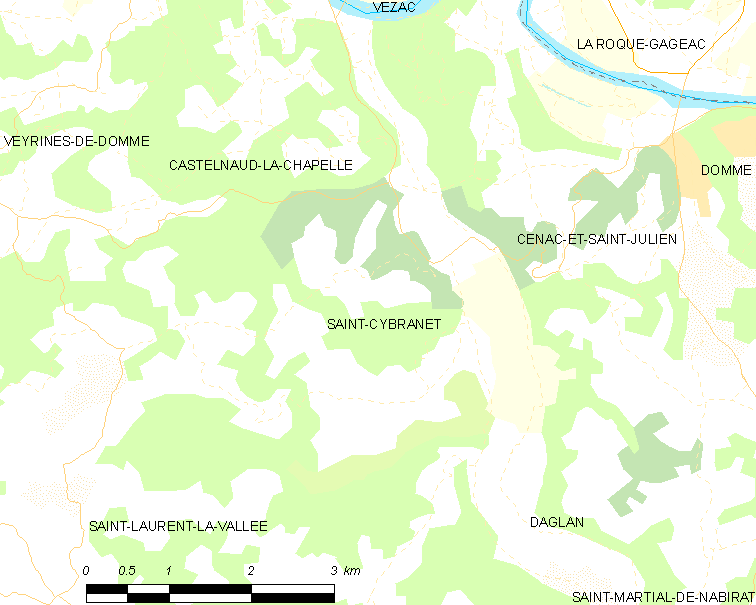
圣西布拉内的OSM定位图

圣西布拉内的时区为UTC+01:00、UTC+02:00（夏令时）。

## 行政
圣西布拉内的邮政编码为24250，INSEE市镇编码为24395。

## 政治
圣西布拉内所属的省级选区为多尔多涅河谷县。

## 人口

1962-2008年间圣西布拉内人口变化图示

圣西布拉内于2022年1月1日时的人口数量为373人。